# Amnios
Amnios is een computerspel dat werd ontwikkeld door Flying Chicken Software en uitgegeven door Psygnosis Limited. Het spel kwam in 1991 uit voor de Commodore Amiga. Het spel is een multidirectioneel scrollende shoot 'em up waarbij het speelveld van bovenaf wordt getoond. Het spel bevat tien levels van een planeet wiens ecosysteem is geïnfecteerd. Er zijn twee manieren om een level te halen. De eerste manier is genoeg infectie te vernietigen waardoor de planeet kan overleven. De tweede manier is voldoende inwoners te redden. Voor elk type infectie is er een wapen waarmee deze het beste vernietigd kan worden. Om het beste wapen te achterhalen moeten blauwdrukken mee het ruimteschip ingenomen worden.

## Ontvangst
| Beoordeeld door | Datum         | Score |
| --------------- | ------------- | ----- |
| Amiga Action    | augustus 1991 | 93%   |
| Power Play      | maart 1992    | 54%   |
| Amiga Joker     | november 1991 | 28%   |